# Станко Лоргер
Станко Лоргер (Буче Шмарје при Јелишах 14. фебруар 1931 – 25. април 2014) био је југословенски и словеначки атлетичар специјалиста за дисциплину трчања на 110 метара са препонама.
Лоргер је 1964. године на Факултету за природне науке и технологију у Љубљани дипломирао математику и физику. Атлетиком се почео бавити 1949. године. Био је члан Атлетског клуба Кладивар из Цеља. У атлетској репрезентацији Југославије први пут је учествовао 1951 у мечу против репрезентације Уједињеног Краљевства. За репрезентацију је наступио 37 пута. Његов југословенски рекорд у трчању на 110 метара препоне од 13,8 секунди (6. септембар 1958) није оборен до 1974. године.
Највећи међународне успеси су 5. место на Олимпијским играма 1956. у Мелбурну и сребрна медаља на Европско првенство 1958. у Стокхолму. То је била прва европска медаља у атлетици за словеначку атлетику.
Лоргер је учествовао три пута на Олимпијским играма 1952. у Хелсинкију (испао у квалификацијама 14,9 с), 1956. у Мелбурну (5. место 14,7 с) и 1960. у Риму (испао у полуфиналу 14,5 с).
На Европским првенствима учествовао је тре пута 1954. у Берну (4. место 14,7) 1958. у Стокхолму (3. место 14,1) и 1962. у Београду (7. место 14,5).
Учествовао је и девет пута на Балканским играма и свих девет пута је победио. На Балканским играма је учествовао и пет пута у трци на 100 метара где је по једанпут био први, други и трећи.
Лоргер је 1959. проглашен за најбољег спортисту године у Југославије. Године 1967. добија највише словеначко признање у спорту Блоудекову награду, а постаје почасни грађанин Цеља.